# 邪魅之雫
《邪魅之雫》是京極夏彥的长篇推理小說和妖怪小說，百鬼夜行系列（京極堂系列）的第九部作品。日版由講談社出版。
「雫」字在日文中為「水滴」的意思。

## 發行信息
| 出版者         | 出版日期      | 媒介                     | 頁數                          | 書籍編碼                                                                | 譯者   |
| -------------- | ------------- | ------------------------ | ----------------------------- | ----------------------------------------------------------------------- | ------ |
| 講談社         | 2006年9月27日 | 講談社Novels（新書判）   | 824頁                         | ISBN 9784061824386                                                      |        |
| 講談社         | 2009年6月12日 | 講談社文庫（文庫判）     | 1330頁                        | ISBN 9784062763714                                                      |        |
| 講談社         | 2009年6月12日 | 講談社文庫（分册文庫判） | [上]424頁 [中]456頁 [下]464頁 | [上] ISBN 9784062763721 [中] ISBN 9784062763738 [下] ISBN 9784062763745 |        |
| 獨步文化       | 2014年4月30日 | 繁體中文版（平裝書）     | [上]432頁 [下]416頁           | [上] ISBN 9789866043840 [下] ISBN 9789866043857                         | 王華懋 |
| 上海人民出版社 | 2016年1月1日  | 简体中文版（平装书）     | [上]515页 [下]484页           | [上] ISBN 9787208131095 [下] ISBN 9787208131088                         | 王华懋 |

## 劇情簡介
本應是金龜婿的榎木津禮二郎在被進行相親時，不知為何卻全都被對方拒絕。他的親戚對此感到奇怪，於是委託益田進行調查，連榎木津本人也秘密進行調查。
另一方面，前長野縣警巡查大鷹在放浪旅行中受一個偶然相遇的女性委託，讓他保護另一位女性。然而「她」卻在他不備間被人殺害。那時，神奈川縣警的石井警部受熟人·畫家西田拜訪商量某事。畫家的一個女性朋友因被某個男人糾纏而困擾，想說警察能不能予以逮捕。石井答道除非發生案件，不然警察是不會行動的，因此西田暗中決定將「他」殺害。
所有的一切都聯係在一起了……

## 登場人物

### 主人公
益田 龍一（Masuda Ryuuichi）
「薔薇十字偵探社」的偵探助手。受榎木津的表哥今出川委託，進行對榎木津保密的單獨調查。
詳情請參閱「百鬼夜行系列#主要登場人物」。
江藤 徹也（Etou Tetsuya）
在宇津木實菜以真壁惠為名工作的酒屋裡居住并工作的青年。暗戀宇津木實菜。
西田 新造（Nishida Shinzou）
專門畫風景畫的畫家，在原田美咲的勸導下初次繪畫人物畫。
和神奈川警察石井是兒時玩伴。父親是議員。
大鷹 篤志
原长野县刑警。阴摩罗鬼之瑕事件后从警局辞职。
青木 文藏（Aoki Bunzou）
小松川署的老刑警，受藤村指示前往神奈川調查。
詳情請參閱「百鬼夜行系列#主要登場人物」。

### 主要登場人物
榎木津 禮二郎（Enokizu Reijirou）
「薔薇十字偵探社」的偵探。
詳情請參閱「百鬼夜行系列#主要登場人物」。
關口 巽（Sekiguchi Tatsumi）
小說家。
詳情請參閱「百鬼夜行系列#主要登場人物」。
山下 德一郎
神奈川县本部的警部补。曾经在铁鼠之槛中登场。
中禪寺 秋彥（Chuuzenji Akihiko）
中野的古書商，副業是陰陽師。
詳情請參閱「百鬼夜行系列#主要登場人物」。

### 相亲事件相關人員（益田）
宇津木 实菜（Utsugi Mina）
原田美咲的兒時玩伴的朋友。因被惡漢追蹤而隱匿居住著，平常以真壁惠為名。是榎木津的其中一個相親對象，但突然單方面拒絕了。
今出川 欣一（Imadegawa Kinichi）
榎木津的表哥。因榎木津的親事接連遭對方拒絕，於是委託益田調查對方周邊的資料。
在「魍魎之匣」的電影版中以電影公司的社長登場
福山 幸子
相亲对象之一，突然拒绝了相亲并待在家中。
來宮 秀美（Kinomiya Hidemi）
榎木津的其中一個相親對象，突然單方面拒絕，之後一直躲在家裡。興趣是馬術。
神崎 宏美（Kanzaki Hiromi）
在戰前曾和榎木津交往的女性。隨著榎木津的出征而逐漸地斷了來往。

### 毒杀事件相关人员（青木）
澤井 健一（Sawai Kenichi）
在江戶川被毒殺的「宮川商事」的職員。戰時被分配到防疫給水部隊。
來宮 小百合（Kinomiya Sayuri）
來宮秀美的妹妹。興趣和姐姐一樣是馬術。在大磯海岸被毒殺。
赤木 大輔（Akagi Daisuke）
以北關東為據點的大範圍暴力團體的嘍囉。泽井死亡后消失。

### 大矶平冢居民
宇津木 实菜（Utsugi Mina）
原田美咲的兒時玩伴的朋友。因被惡漢追蹤而隱匿居住著，平常以真壁惠為名。是榎木津的其中一個相親對象，但突然單方面拒絕了。
原田 美咲（Harada Misaki）
畫商。將宇津木實菜介紹給西田新造作模特兒。
真壁 惠（Makabe Megumi）
原田美咲的兒時玩伴。同情宇津木實菜的遭遇，把自己的名字借給她。
松金 綾女（Matsukane Ayame）
西田新造的父親的第二男秘書的女兒。在西田新造身邊照顧他。
大仁田 良介（Oonita Ryousuke）
松金綾女認識的青年。松金家的司機。
泽村喜助
泽福酒店的店主。
泽福的老板娘
泽福酒店的老板娘。性格健谈。
後藤 鍋（Gotou Nabe）
在大磯經營雜貨店的老婆婆。
熊本 順平（Kumamoto Junpei）
民宿「高田屋」的老板。
岩崎 宗佑（Iwasaki Sousuke）
來宮姐妹常去的馬術俱樂部的老闆。開戰不久後就死了。
神崎 禮子（Kanzaki Reiko）
來宮姐妹常去的馬術俱樂部的訓練師。和來宮姐妹關係很好。

### 警察
乡嶋 郡治
东京警视厅公安部的刑警。認識中禪寺和木場。為了找回一連串的殺人事件的兇器而追捕兇手。
藤村（Fujimura）
東京警視廳小松川署的警察。署內最老資格的警察。
齊藤（Saitou）
東京警視廳小松川署的警察。藤村的部下。
北林（Kitabayashi）
東京警視廳警察部搜查一課課長。
相澤（Aizawa）
國家警察神奈川縣本部刑事課課長。
澀澤（Shibusawa）
連續殺人事件的搜查管理官。
崎阪（Sakisaka）
國家警察神奈川縣本部的警察。山下的部下。
龜井（Kamei）
國家警察神奈川縣本部的警察。過去是益田的後輩。山下的部下。
石井 寛尔
神奈川县津久井警察署的署長。正在过去的作品中登场。
木林（Kibayashi）
大磯派出所的巡查。

## 用语
- 邪魅

邪魅是記載在鳥山石燕的《今昔畫圖續百鬼》中的中國的妖怪。其中的解說文對它有數種解釋：魑魅一類的妖邪的邪念；危害人類的妖怪的總稱；引起山林的邪念而危害人類的妖怪；以及山神的一種等等。
晉代的《神仙傳》提到，有個名為王遙的仙人擅長醫治各種疾病，他對付附身於人的妖怪的時候，先在地上畫出牢獄，把妖怪叫出來，再將現出真身的妖怪關進牢獄，這時病人的病就會治好。這個妖怪就是邪魅。

## 外部連結
- （简体中文）邪魅之雫（上） (豆瓣) - 豆瓣读书 （页面存档备份，存于）
- （简体中文）邪魅之雫（下） (豆瓣) - 豆瓣读书 （页面存档备份，存于）